# Харрисон, Ричард
Ричард Харрисон (англ. Richard Harrison; род. 26 мая 1936, Солт-Лейк-Сити, Юта, США) — американский актёр, писатель и режиссёр.

## Биография
Родился 26 мая 1936 года в городе Солт-Лейк-Сити, штат Юта, США. В возрасте 17 лет переехал в Лос-Анджелес, где стал работать в тренажёрных залах Вика Танни.
В ранние годы своей актёрской карьеры Харрисон работал в студии 20th Century Studios, а спустя некоторое время снялся в своём первом крупном проекте — фильме «Юг Тихого океана» режиссёра Джошуа Логана. В дальнейшем он стал сотрудничать с другой крупной американской кинокомпанией American International Pictures.
В 1960-х годах Харрисон с супругой переехал в Италию, где продолжил свою актёрскую карьеру, начав работу с продюсером Итало Дзингарелли. Его первой заметной ролью в итальянском кино стала роль Рецио в фильме «Непобедимый гладиатор». Спустя два года он отказался от роли в фильме Серджо Леоне «За пригоршню долларов», порекомендовав вместо себя Клинта Иствуда. Кроме того, в более поздние годы карьеры Харрисон продолжил сниматься в малобюджетных кинопроектах по всему мира, в том числе в Турции, Египте, Гонконге и Филиппинах.

## Фильмография
| Год  |   | Русское название | Оригинальное название | Роль            |
| ---- | - | ---------------- | --------------------- | --------------- |
| 1961 | ф | Властелин мира   | Master of the World   | рулевой Алистер |